# Charley My Boy

Charley My Boy est un film américain de Leo McCarey sorti en 1926.

## Synopsis
Un homme d'affaires au tempérament colérique veut que sa fille se marie par richesse et non par amour. Au même moment Charley entre dans un bureau à la recherche d'un emploi mais est confondu avec un vieux bonhomme en tant que futur marié. Les deux se présentent plus tard au domicile de l'homme d'affaires qui organise une fête où l'alcool coule à flots. La police arrive alors pour faire une descente et Charley essayer tant bien que mal de cacher l'alcool de son patron aux flics de la prohibition.

## Fiche technique
- Titre : Charley My Boy
- Réalisation : Leo McCarey
- Scénario : Stan Laurel
- Photographie : Harry W. Gerstad
- Montage : Richard C. Currier
- Supervision : F. Richard Jones
- Producteur : Hal Roach
- Société de production : Hal Roach Studios
- Société de distribution : Pathé Exchange
- Pays d’origine :  États-Unis
- Langue : Anglais
- Format : 1.33 : 1, 35mm, noir et blanc
- Durée : 20 minutes
- Date de sortie : 24 janvier 1926

## Distribution
- Charley Chase : Charley
- Katherine Grant : Dodo
- Walter James : Président T.J.
- William Courtright : Old Charley
- Fred Kelsey : Flic
- Sidney D'Albrook : Assistant